# Anzeigepflicht
Anzeigepflicht bezeichnet im Allgemeinen eine auf Gesetz oder Vertrag beruhende Rechtspflicht, bestimmte Tatsachen aus dem Bereich des Anzeigepflichtigen den betreffenden Behörden, Vertragspartnern, Gefährdeten oder Dritten zur Kenntnis zu bringen. Verstöße gegen strafbewehrte Anzeigepflichten stellen Unterlassungsdelikte dar.

## Beispiele (Deutschland)

### Verwaltungsrecht
Bürger in Deutschland sind gesetzlich verpflichtet, Geburten und Sterbefälle anzuzeigen. Dies geschieht nach dem Personenstandsgesetz und ist bei den entsprechenden, meist städtischen Behörden (Standesamt) zu vollziehen.
Anzeigepflicht besteht schließlich auch in manchen Bereichen des Verwaltungsrechtes, in denen Personen oder Organisationen verpflichtet werden, bestimmte Vorhaben oder Ereignisse der zuständigen Behörde anzuzeigen. Zum Beispiel:
- Gewerberecht (Gewerbean-, -um- und -abmeldungen):
  - Stehendes Gewerbe: „Wer den selbständigen Betrieb eines stehenden Gewerbes, einer Zweigniederlassung oder einer unselbständigen Zweigstelle anfängt, muss dies der zuständigen Behörde gleichzeitig anzeigen.“ (§ 14 Abs. 1 Satz 1 GewO)
  - Reisegewerbe: „Wer als Gewerbetreibender auf Grund des § 55a Abs. 1 Nr. 3, 9 oder 10 GewO einer Reisegewerbekarte nicht bedarf, hat den Beginn des Gewerbes der zuständigen Behörde anzuzeigen, soweit er sein Gewerbe nicht bereits nach § 14 Abs. 1 bis 3 anzumelden hat.“ (§ 55c Satz 1 GewO)
- Arbeitsunfälle sind gemäß SGB VII dem Unfallversicherungsträger anzuzeigen, wenn eine mindestens dreitägige Arbeitsunfähigkeit folgt.
- Tierschutzrecht: „Wer Tierversuche an Wirbeltieren, die nicht der Genehmigung bedürfen, oder an Cephalopoden oder Dekapoden durchführen will, hat das Versuchsvorhaben spätestens zwei Wochen vor Beginn der zuständigen Behörde anzuzeigen.“ (§ 8a TierSchG)
- Tierseuchenrecht: Jeder Verdacht des Vorliegens einer anzeigepflichtigen Tierseuche muss vom Tierhalter oder mit der Arbeit in Tierbeständen befassten Personen der zuständigen Behörde unverzüglich mitgeteilt werden (z. B. Tollwut, Maul- und Klauenseuche, BSE).
- Gemäß Arzneimittelgesetz bestehen verschiedene Anzeigepflichten, so: „Der Inhaber der [Arzneimittelherstellungs-]Erlaubnis hat jede Änderung einer der in § 14 Abs. 1 genannten Angaben unter Vorlage der Nachweise der zuständigen Behörde vorher anzuzeigen.“ (§ 20 AMG)

Eine Anzeigepflicht in diesem Sinne ist also von einer weitergehenden Genehmigungspflicht zu unterscheiden. Das Versäumen einer solchen fristgerechten Anzeige gilt als Ordnungswidrigkeit.

### Strafrecht
Anzeigepflicht bezeichnet aber auch eine Vorschrift des deutschen Strafgesetzbuchs (StGB), die die Pflicht zur Anzeige von bestimmten Verbrechen beinhaltet. Nach § 138 StGB kann wegen Nichtanzeige geplanter Straftaten bestraft werden, wer von dem Vorhaben oder der Ausführung von (unter anderem) Landesverrat, Mord, Totschlag, Raub und Menschenraub oder eines gemeingefährlichen Verbrechens glaubhaft Kenntnis hat und dies nicht anzeigt. Diese Kenntnis muss zu einer Zeit erfolgt sein, in der die Verhütung des Verbrechens möglich ist. Wenn dann unterlassen wird, der Behörde oder den bedrohten Personen rechtzeitig Nachricht zu geben, kann der Betreffende mit Freiheitsstrafe (bis zu fünf Jahren) oder Geldstrafe belegt werden.
Gerichte und Behörden haben Tatsachen, die sie dienstlich erfahren und die auf eine Steuerstraftat schließen lassen, den Finanzbehörden mitzuteilen (§ 116 Abgabenordnung (AO)). Tatsachen, die den Verdacht eines Subventionsbetrugs begründen, sind den Strafverfolgungsbehörden mitzuteilen (§ 6 Subventionsgesetz (SubvG)). Pflichtwidriges Unterlassen der Mitteilung erfüllt den Tatbestand der Strafvereitelung.

### Privatrecht
Aus dem Bürgerlichen Gesetzbuch (BGB) als auch vielfach (teils zusätzlich) aus Verträgen ergeben sich Anzeigepflichten, insbesondere jene zur Mängelanzeige. So normiert § 536c Abs. 1 BGB betreffs Mietverträgen: „Zeigt sich im Laufe der Mietzeit ein Mangel der Mietsache oder wird eine Maßnahme zum Schutz der Mietsache gegen eine nicht vorhergesehene Gefahr erforderlich, so hat der Mieter dies dem Vermieter unverzüglich anzuzeigen.“ Unterlässt der Mieter die Anzeige, ist er dem Vermieter zum Ersatz des daraus entstehenden Schadens verpflichtet (§ 536c Abs. 2 BGB).
Auch betreffs Kaufverträgen und Reiseverträgen ergeben sich aus dem BGB Pflichten zur Mängelanzeige, die bei Nichtbeachtung zum Ausschluss der Mängelhaftung führen. Beim Handelskauf wird hiervon abweichend gemäß Handelsgesetzbuch von der Mängelrügeobliegenheit (auch Rügepflicht) gesprochen.
Der Versicherungsnehmer hat gemäß § 19 Abs. 1 VVG eine Anzeigepflicht bis zum Abschluss des Versicherungsvertrags für die ihm bekannten Gefahrumstände, die für den Entschluss des Versicherers, den Vertrag mit dem vereinbarten Inhalt zu schließen, erheblich sind und nach denen der Versicherer in Textform gefragt hat.

## Beispiele (Österreich)
Die Unterlassung der Verhinderung einer mit Strafe bedrohten Handlung ist in § 286 des Strafgesetzbuchs (StGB) mit Strafe bedroht.
Die Entdeckung von bestimmten übertragbaren Krankheiten unterliegt in Österreich der Anzeigepflicht, siehe Meldepflichtige Krankheit#Österreich.